# Lycaena helena
Lycaena helena är en fjärilsart som beskrevs av Grum-grshimailo 1891. Lycaena helena ingår i släktet Lycaena och familjen juvelvingar. Inga underarter finns listade i Catalogue of Life.